# رین‌پاور
رِین‌پاور یک شرکت نروژی است که برای تولید نیروی برق‌آبی تولید، طراحی، تحقیق و توسعه و فروش می‌کند. شرکت پلتون، فرانسیس، توربین‌های کاپلان، و نیز توربین‌های پمپ، نیروگاه‌های برق آبی کوچک، مدیریت توربین، سیستم‌های فشار نفت، شیرهای کنترل‌کننده، اکسیدر، شیرها، دروازه‌ها، لوله‌ها و دیگر محصولات و خدمات مربوط به صنعت تجهیزات برق‌آبی را تولید می‌کند.